# Prova radioal·lergosorbent
Una prova radioal·lergosorbent (més coneguda per RAST de l'anglès Radioallergosorbent test) és una anàlisi de sang que utilitza una prova radioimmunoanalítica per detectar anticossos IgE específics, per determinar les substàncies a les quals un subjecte és al·lèrgic. Això és diferent d’una prova d'al·lèrgia cutània, que determina l'al·lèrgia per la reacció de la pell d’una persona a diferents substàncies. Com que hi ha altres proves que ajuden a la confirmació, els resultats són interpretats millor per un metge.

## Usos mèdics
Els dos mètodes més utilitzats per confirmar la sensibilització dels al·lergens són les proves cutànies i les proves de sang per al·lèrgies. Els dos mètodes són recomanats i tenen un valor diagnòstic similar en termes de sensibilitat i especificitat.
Els avantatges de la prova de sang per a al·lèrgies inclouen: una excel·lent reproductibilitat en tot el rang de mesura de la corba de calibratge, té una especificitat molt elevada, ja que s’uneix a un IgE específic per l'al·lergogen a estudiar, i també és extremadament sensible en comparació amb les proves de punció de la pell. En general, aquest mètode de proves de sang (in vitro, fora del cos) i proves de punció de la pell (in vivo, al cos) té dues avantatges importants: no sempre és necessari suspendre un tractament antihistamínic que sigui necessari, no té l'impediment de les proves cutànies quan les afeccions cutànies (com l'èczema) són esteses. Els resultats es poden estandarditzar.